# متلازمة الإشتاء القطبي
متلازمة الإشتاء القطبي، تعتبر متلازمة الإشتاء القطبي حالة تصيب الأفراد الذين يقضون طوال فصل الشتاء في القطب الجنوبي (أو الشمالي) والذي يمكن أن يستمر من سبعة إلى ثمانية أشهر، إذ لوحظت هذه المتلازمة بين سكان محطات أبحاث القطب الجنوبي والقواعد القطبية مثل ثول وأليرت ويوريكا، وتتكون هذه المتلازمة من عدة اضطرابات سلوكية وطبية كالاستثارة (الهيجان) والاكتئاب والأرق وشرود الذهن والسلوك العدواني وأخيرًا متلازمة القولون العصبي.

## عوامل مساهمة
يعتبر فصل الشتاء في القطب الجنوبي فترة ينقطع فيها اتصاله المادي ببقية قارات العالم وتنعزل محطاته متضمنةً بذلك عدم وصول الطائرات أو السفن أو حتى البريد، وتتمتع المنطقة بمناخ صحراوي يعتبر الأكثر جفافًا على وجه الأرض ولها ضغط جوي منخفض وغلاف جوي منخفض الأكسجين، كما تصبح معزولة خلال فصل الشتاء -كما ذكر سابقًا- إذ يصل متوسط درجات الحرارة فيها إلى -51 درجة مئوية (-٦٠ فهرنهايت)، كما أن أدنى درجة حرارة سجلت فيها هي -٨٥ درجة مئوية (-١٢١ فهرنهايت)، ويعتقد أن الأسباب التالية تساهم في زيادة القلق والاكتئاب بين قاطني محطات الأبحاث، وهي: عدم الحركة والرتابة والبيئة المادية القاسية والحرمان الجنسي والعزلة العامة.
 
أجريت العديد من الدراسات على مر السنين لتحديد الأسباب أو الضغوط المؤدية إلى متلازمة «الإشتاء القطبي»، فشملت أسبابًا كالضغط النفسي والعزلة الاجتماعية والاضطرابات الوجدانية الموسمية ومتلازمة T3 القطبية، وأما البرد والخطر والمصاعب فيبدو أنها لم تعتبر ضغوطًا كبيرة -مقارنة بما سبق-، ويظهر أن أهم الضغوط النفسية هي: مشكلة التكيف الفردي مع المجموعة والرتابة النسبية للبيئة وغياب بعض المصادر المعتادة للرضا العاطفي إضافة إلى انعزالهم عن العالم الخارجي، ورغم ذلك إلا أن هناك حالة من التقيّد أو الافتقار للانفرادية داخل محطات البحث نفسها، فمثلًا أثناء العمل الميداني الذي أجري في محطات ماكموردو ومحطات القطب الجنوبي في عامي 1988 و 1989، اشتكى المخبرون من أن انعدام الخصوصية والقيل والقال الدائم الموجود داخل المجتمع له تأثير سلبي على العلاقات الاجتماعية وخاصة تلك التي بين الرجال والنساء، ونتيجة لذلك فقد يقضي الفرد 60٪ من وقت فراغه بمفرده في غرفة النوم، بينما قد يُجبر آخرون على العمل والعيش في أماكن ضيقة نظرًا لطبيعة عملهم.

## الأعراض
على الرغم من أن الأبحاث حول متلازمة الإشتاء القطبي تعود إلى خمسينيات القرن الماضي فإنها لا توجد مجموعة مخصصة من المؤشرات التي يمكن عادةً أن تكشف عن تشخيص محدد لهذه المتلازمة، وقد كتب عنها بالينكاس في ورقة بحثية بعنوان «علم النفس لأبحاث القطب الجنوبي» التالي: «تشير تحليلاتنا للتجربة البشرية في القارة القطبية الجنوبية إلى أن هناك عددًا من السمات -إن وجدت- التي تعمل كمنبئات مفيدة للأداء خلال فصل الشتاء في النصف الجنوبي من الكرة الأرضية»، وتضمنت بعض الأعراض كالاكتئاب، والأرق، والغضب أو الهيجان، ومشاعر العداء تجاه من حولك، وتراجع الأداء المعرفي بما في ذلك من صعوبة في التركيز والذاكرة، والشرود الذهني، بالإضافة إلى حدوث حالات خفيفة من التنويم الإيحائي تُعرف باسم «التحديق الطويل» أو «التحديق في القطب الجنوبي».
 
عند توثيق بيل سبيندلر لبحثه المستفيض حول القطب الجنوبي عزا تأثر الغدة الدرقية الذي يمكن أن يتسبب في فقدان الذاكرة أو النعاس أو الخمول إلى تأثيرات الحرمان الحسي والعزلة وربما حتى البرودة الشديدة.